# Air Tchad
Air Tchad è stata la compagnia aerea di bandiera del Ciad, operativa tra il 1966 e il 2002. Effettuava servizi nazionali e regionali, così come voli charter verso i paesi dell'Africa centrale e occidentale, effettuava anche voli cargo verso Francia, Italia e Arabia Saudita.

## Storia
La compagnia fu costituita il 24 giugno 1966, con il governo del Ciad che inizialmente deteneva due terzi delle azioni e Union de Transports Aériens (UTA) che ne deteneva il resto. UTA fornì alla compagnia assistenza tecnica e operativa. Le operazioni iniziarono il 4 agosto dello stesso anno, sostituendo i servizi precedentemente forniti da Air Afrique. Alla fine del 1966 Air Tchad trasportò 7.000 passeggeri e 240 tonnellate di merci.
Volando con un Beechcraft Baron, un Piper PA-32, due Douglas DC-3 e un Douglas DC-4, nel marzo 1975 Air Tchad gestiva una rete di rotte nazionali che includeva Abéché, Aboudeïa, Am Timan, Ati, Bokoro, Bol, Bongor, Faya Largeau, Sarh, Mongo, Moundou, N'Djamena, Oum Hadjer e Pala, insieme a un volo internazionale per Geneina, in Sudan. Dieci anni dopo, la rete di rotte nazionali si ridusse, includendo Abéché, Mongo, Moundou, N'Djamena e Sarh, con voli verso Bangui, nella Repubblica Centrafricana, e Geneina; un solo Fokker F27 serviva l'intera rete. I voli per Bangui furono terminarono nel gennaio 1986.
Negli anni '90, il governo del Ciad aumentò la sua partecipazione nella compagnia al 98%, mentre la partecipazione di UTA fu ridotta al 2%. Successivamente Air Tchad fallì e fu chiusa nel 2002.